# Kamil Imbir
Kamil Konrad Imbir – polski psycholog, doktor habilitowany nauk społecznych, profesor uczelni Uniwersytetu Warszawskiego. Dziekan Wydział Psychologii UW.

## Kariera naukowa
Był uczestnikiem Międzywydziałowych Indywidualnych Studiów Matematyczno-Przyrodniczych UW, w ramach których w 2008 r. uzyskał licencjat na Wydziale Biologii UW, a także magisterium na Wydziale Psychologii UW. 25 września 2012 r. uzyskał na Wydziale Psychologii UW stopień doktora nauk społecznych w dyscyplinie psychologii na podstawie pracy Odmienność emocji automatycznych i refleksyjnych: poszukiwanie zróżnicowania neurobiologicznego i psychologicznego, której promotorami byli Maria Jarymowicz i Piotr Durka. 27 czerwca 2017 r. uzyskał na tym samym wydziale stopień doktora habilitowanego w tej samej dyscyplinie na podstawie dorobku naukowego oraz rozprawy W stronę dwusystemowego modelu relacji emocji i poznania: usprawniająca rola refleksyjnej genezy oraz subiektywnej wagi regulacyjnej ładunku emocjonalnego słów dla przetwarzania systematycznego.